# Dov Charney

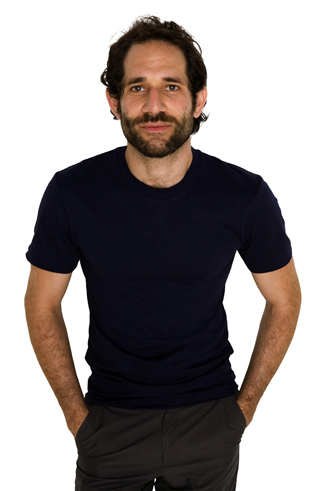
Dov Charney

Dov Charney, född 31 januari 1969 i Montréal, är en kanadensisk affärsman och tidigare vd för klädföretaget American Apparel som han grundade 1991.
Charney avskedades som vd och avsattes som styrelseordförande i juni 2014 efter flera års anklagelser om trakasserier gentemot de anställda.